# Herman L. Melskens
Herman Ludvig Melskens (født 31. oktober 1883 i Randers, død 4. august 1945 i Tisvildeleje) var købmand og konservativ borgmester i Hillerød 1937-1945.
Herman L. Melskens var født i Skt. Mortens Sogn i Randers som søn af kobbersmed Severin Melskens og hustru Christiane Vilhelmine, f. Monrad, boende Store Voldgade 1.
Herman Melskens blev gift 18. maj 1918 med Carla Mathilde Petersen (f. 1893) fra København.
Melskens blev uddannet i firmaet Mathias M. Andersen & Co i Aarhus og blev dernæst ansat som forvalter på Kragelunds Kemiske Fabriker i Aalborg. I 1905 kom han til Hillerød med ansættelse i materialhandelen Heinrich Schrøders Eftf., og i 1911 overtog han firmaet, som stadig har forretningen Melskens Materialist, Slotsgade 49, Hillerød. Melskens løste fabrikantborgerskab 1920 og grossererborgerskab 1925. (Et borgerskab i denne betydning er et næringsbrev).
Herman Melskens var medlem af Hillerød byråd 1921-25 og 1933-45, og han var borgmester 1937-1945.
Han var æresmedlem af sportsklubben Freja i Randers og medlem af bestyrelsen for Frederiksborg Idrætsforening 1921-37, hvor han var formand 1927-37, og i 1941 blev han udnævnt til æresmedlem. Han var bestyrelsesmedlem i Hillerød Handelsstandsforening fra 1926, og fra 1930 til sin død var han formand. Fra 1931 var Melskens bestyrelsesmedlem i Hillerød og Omegens Bank (den senere Kronebanken, der krakkede) og fra 1941 næstformand. Fra 1933 var han bestyrelsesmedlem i Sjælland og Lolland-Falsters Handelsstands Centralforening. Han var formand for Nordbanens trafikudvalg og medlem af repræsentantskabet for Hillerød-Frederiksværkbanen og formand for Provinsfarvehandlerforeningen 1924-1937 og for Hillerød Grundejerforening 1926-38, formand for Finlandshjælpens Lokalkomité, medlem af bestyrelsen for den konservative vælgerforening fra 1931 (næstformand fra 1942 til sin død).
Herman L. Melskens boede Slotsgade 47 i Hillerød, men døde i sit sommerhus Villa Otium i Tisvildeleje, kun 61 år gammel. Han blev bisat fra Hillerød Kapel og overført til Helsingør Krematorium, da Hillerød først fik krematorium, da Skansekirkegården blev anlagt i 1960'erne.
Melskens Passage er navnet på porten fra Slotsgade gennem nr. 49 med adgang til Markedspladsen.